# 田樹梫
田樹梫（1874年—1912年9月），别号薌谷，甘肃皋蘭縣人，清朝官员。

## 生平
光绪二十九年（1903年），二十九岁参加会试中式289名，后因为继母病逝而丁忧三年，未参加殿试。光绪三十二年（1906年），他到北京求职，遂被陕甘总督升允推举派往日本留学，到法政大学速成政治科修业。回国后于光緒三十四年（1908年）获游學畢業進士，在民政部疆理司任科员、主事。民国元年（1912年）清室退位之后，他仍任原职，四个月后患病，同年9月病逝于北京。葬在兰州龙尾山（现伏龙坪）。 